# Bistum Kabankalan

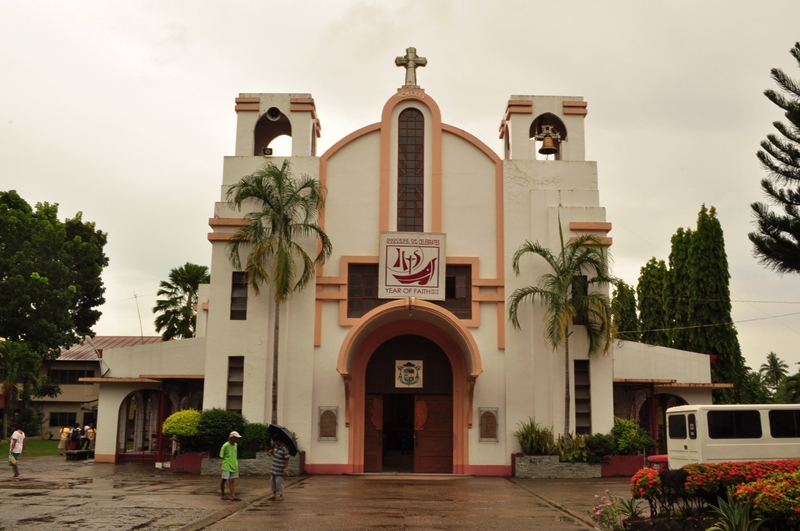
Die Kathedrale von Kabankalan City, 2013

Das Bistum Kabankalan (lat.: Dioecesis Cabancalensis) ist eine auf der Insel Negros auf den Philippinen gelegene römisch-katholische Diözese mit Sitz in Kabankalan City. Es umfasst den südlichen Teil der Provinz Negros Occidental.

## Geschichte
Papst Johannes Paul II. gründete das Bistum mit der Apostolischen Konstitution Certiores quidem facti  am 25. März 1987. Es entstand aus Gebietsabtretungen des Bistums Bacolod und wurde dem Erzbistum Jaro als Suffragandiözese unterstellt.

## Bischöfe von Kabankalan
- Vicente Macanan Navarra (21. November 1987 – 24. Mai 2001, dann Bischof von Bacolod)
- Patricio Abella Buzon SDB (27. Dezember 2002 – 24. Mai 2016, dann Bischof von Bacolod)
- Louie Patalinghug Galbines (seit 12. März 2018)